# 고불로
고불로(古佛路, Gobul-ro)는 충청남도 천안시 광덕면 넓티고개에서 아산시 배방읍 좌부삼거리를 잇는 도로이다. 도로 이름은 고려 말 조선 초의 문신이자 아산시 출신 인물인 맹사성의 호에서 따왔다.

## 주요 경유지
충청남도 아산시 배방읍

## 노선
넓티고개 - 좌부교차로 - 좌부삼거리